# Black Peak (Chigmit Mountains)
Der Black Peak ist ein  Berg in den Chigmit Mountains, einem Gebirgszug im Norden der Aleutenkette in Alaska, 155 km westsüdwestlich von Anchorage.
Der 1946 m hohe Berg bildet die höchste Erhebung im nördlichsten Bergmassiv der Chigmit Mountains. Unterhalb der Südostflanke des Black Peak strömt der North Fork Big River in nordöstlicher Richtung. Die West-, die Nordost- sowie die Südostflanke des Berges sind vergletschert. Nächsthöchster Berg ist der 16,3 km südsüdwestlich gelegene Double Peak. Geologische Untersuchungen deuten darauf hin, dass der Black Peak nicht vulkanischen Ursprungs ist.